# Качхоф
Ка́чхоф (нем. Katschhof) — площадь, являющаяся центром исторического ядра города Ахена (федеральная земля Северный Рейн — Вестфалия). Расположена между Ахенским собором и Ахенской ратушей на месте разрушенного императорского дворца, от которого до нашего времени дошли только капелла Карла Великого, ставшая частью Ахенского собора, и башня Грануса, которая стала восточной башней новой ратуши.
Название площади происходит вероятно от слова Katzhoff (в дословном переводе — «Кошачий двор»), так в Средневековье называли место установки позорного столба, который стоял на площади до 1790 года. В 1847—1902 годах площадь носила имя ахенского бургомистра Герхарда Хоруса, по указанию которого было построено новое здание Ахенской ратуши. В 1902 году площади было возвращено историческое название, а имя Герхарда Хоруса было увековечено в названии маленькой улочки рядом с Ахенским собором — Ritter-Chorus-Straße (улица Рыцаря Хоруса).
Прямоугольная форма площади 100×40 м обусловлена размерами внутреннего двора императорского дворца, который располагался между королевским залом, на фундаменте которого сейчас стоит ратуша, и дворцовой капеллой Карла Великого.
Имеющий непередаваемую средневековую атмосферу Качхоф является местом проведения концертов, еженедельных базаров, городских праздников, а также ежегодной ахенской рождественской ярмарки.
В 2009 году площадь Качхоф вошла в состав европейского проекта «Путь Карла Великого».

## История Качхофа
- 789 год — начало строительства Ахенского императорского дворца
- 1166 год — строительство суконного ряда и ярмарочного здания
- 1460 год — первое упоминание о позорном столбе
- 1790 год — под веянием французской революции с площади убирают позорный столб
- 1870 год — на южной стороне площади строят дома № 7, 8 и 9
- 1943 год — 14 июля во время бомбардировки союзнической авиации сильно пострадали собор, ратуша и площадь
- 1960 год — строятся новые здания муниципалитета, вокальной школы собора и ЗАГСа
- 1976 год — 10 июня на площади состоялся первый еженедельный базар
- 1982 год — превращение Качхоф в пешеходную зону
- 2003 год — закончены работы по освещению южного фасада ратуши
- 2006 год — 11 декабря, обер-бургомистр Ахена доктор Юрген Линден подписывает указ на выделение 2,5 млн. € на реставрацию площади и ратуши